# Mindre Högskär
Mindre Högskär (finska: Viita-Höyskeri) är en ö i Finland som har vuxit ihop med grannöarna Stora Högskär (Rounio-Höyskeri), Södra Högskär (Kuusi-Höyskeri), Vavet-Höyskeri och Pälpinkari. Den ligger i Bottenhavet och i kommunen Sastmola i Björneborgs ekonomiska region i landskapet Satakunta, i den västra delen av landet. Ön ligger omkring 39 kilometer norr om Björneborg och omkring 260 kilometer nordväst om Helsingfors.
Öns area är 37,5 hektar och dess största längd är 1,1 kilometer i sydöst-nordvästlig riktning.

## Sammansmälta delöar
- Mindre Högskär 61°49′05″N 21°29′44″Ö / 61.81811°N 21.49543°Ö
- Stora Högskär 61°48′57″N 21°29′33″Ö / 61.81575°N 21.49247°Ö
- Södra Högskär 61°48′44″N 21°29′59″Ö / 61.81216°N 21.49962°Ö
- Vavet-Höyskeri 61°48′44″N 21°29′37″Ö / 61.81223°N 21.49368°Ö
- Pälpinkari 61°48′49″N 21°29′31″Ö / 61.8135°N 21.492°Ö